# 장위성
장위성(중국어 간체자: 张雨生, 정체자: 張雨生, 병음: Zhāng Yǔshēng, 1966년 6월 7일 ~ 1997년 11월 12일)은 중화민국의 남자 가수, 작곡가, 작사가, 배우, 음악 프로듀서이다.

## 음반

### 표준 중국어 음반
- 《천천상니(天天想你)》 (1988년)
- 《상념아(想念我)》 (1989년)
- 《대아거월구(带我去月球)》 (1992년)
- 《대해(大海)》 (1992년)
- 《일천도만유영적어(一天到晚游泳的魚)》 (1993년)
- 《자유가(自由歌)》 (1994년)
- 《가라오케 라이브‧타이베이‧아(卡拉ＯＫ Live‧台北‧我)》 (1994년)
- 《환시붕우(還是朋友)》 (1995년)
- 《양이전쟁-홍색열정(兩伊戰爭—紅色熱情)》 (1996년)
- 《양이전쟁-백색재정(兩伊戰爭—白色才情)》 (1996년)
- 《구시심비(口是心非)》 (1997년)

### 정선집(精選輯)
- 《자유가(自由歌)》（1994）
- 《화납국어초극품음색계열—장우생국어정선16수(華納國語超極品音色系列—張雨生國語精選16首)》 （1998년）
- 《미래-원판창작기념전성집(未來—原版創作紀念精選集)》 （1998년）
- 《화납아애경전계열-장우생(華納我愛經典系列—張雨生)》 （1999년）
- 《여연반선이래적사념(如燕盤旋而來的思念)》 (2008년)
- 《張雨生精選集》 (XRCD Special) (2016년)

## 같이 보기
- 안녕, 나의 소녀